# 马德涅
马德涅（法語：Madegney，法語發音：[madɲɛ] ⓘ）是法国大東部大區孚日省的一个市镇，属于埃皮纳勒区。

## 地理
马德涅（48°17'18"N, 6°17'17"E）面积3.05 平方千米，位于法国大東部大區孚日省，该省份为法国东北部内陆省份，北起默兹省和默尔特-摩泽尔省，西接上马恩省，南至上索恩省和贝尔福地区省，东临上莱茵省和下莱茵省。
与马德涅接壤的市镇（或旧市镇、城区）包括：贝特涅圣布里斯、代尔巴蒙、居涅欧索、勒涅。
马德涅的时区为UTC+01:00、UTC+02:00（夏令时）。

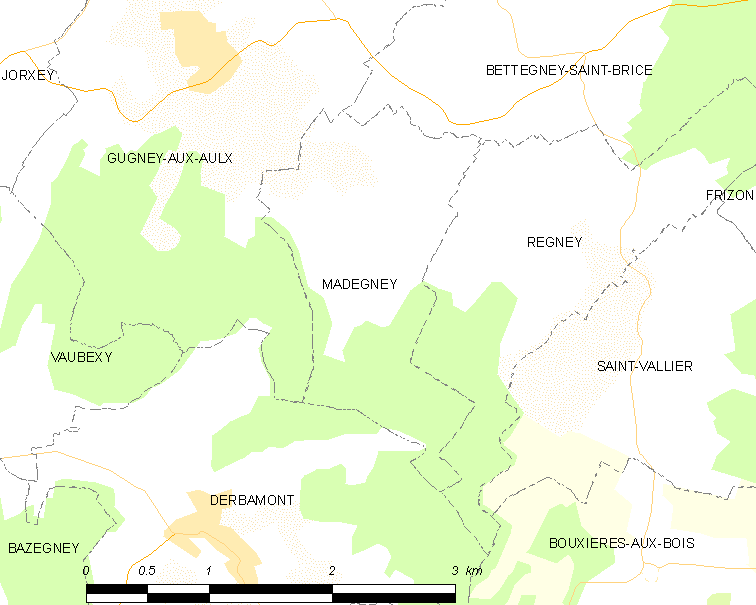
马德涅的OSM定位图

## 行政
马德涅的邮政编码为88450，INSEE市镇编码为88280。

## 政治
马德涅所属的省级选区为沙尔姆县。

## 人口

1962-2008年间马德涅人口变化图示

马德涅于2022年1月1日时的人口数量为126人。